# Alluaudomyia amazonica
Alluaudomyia amazonica är en tvåvingeart som beskrevs av Gustavo R. Spinelli och Wirth 1984. Alluaudomyia amazonica ingår i släktet Alluaudomyia och familjen svidknott. Inga underarter finns listade i Catalogue of Life.